# Distrikt Santa
Der Distrikt Santa ist einer von 9 Distrikten der Provinz Santa und liegt in der Region Ancash in Peru. Der 38,61 km² große Distrikt besteht größtenteils aus der Stadt Santa. Der Distrikt hatte beim Zensus 2017 19.621 Einwohner. Im Jahr 1993 lag die Einwohnerzahl bei 14.263, im Jahr 2007 bei 18.010.
Der Distrikt Santa liegt im äußersten Nordwesten der Provinz Santa südlich der Flussmündung des Río Santa. Er umfasst die nahe der Pazifikküste gelegene Stadt Santa. Der Distrikt liegt knapp 10 km nördlich der Großstadt Chimbote. Im Norden grenzt der Distrikt Santa an den Distrikt Guadalupito (Provinz Virú), im Osten und im Südosten an den Distrikt Chimbote sowie im Süden an den Distrikt Coishco. Die Nationalstraße 1N (Panamericana) durchquert den Distrikt.